# Björndammen, Västergötland
Björndammen är en sjö i Partille kommun i Västergötland och ingår i Göta älvs huvudavrinningsområde.

## Bilder

Björndammen
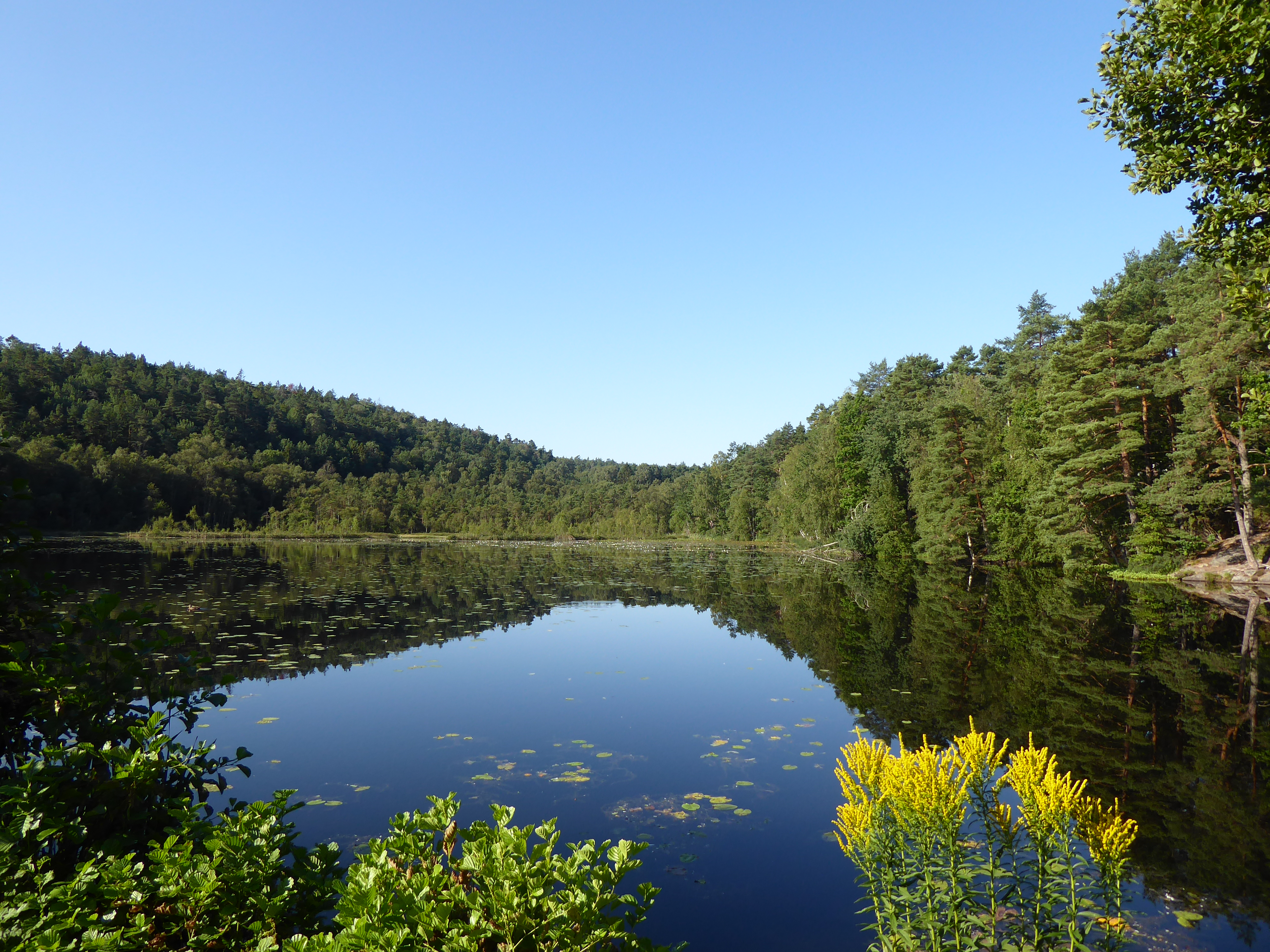
Björndammen från NE den 15 augusti 2020.
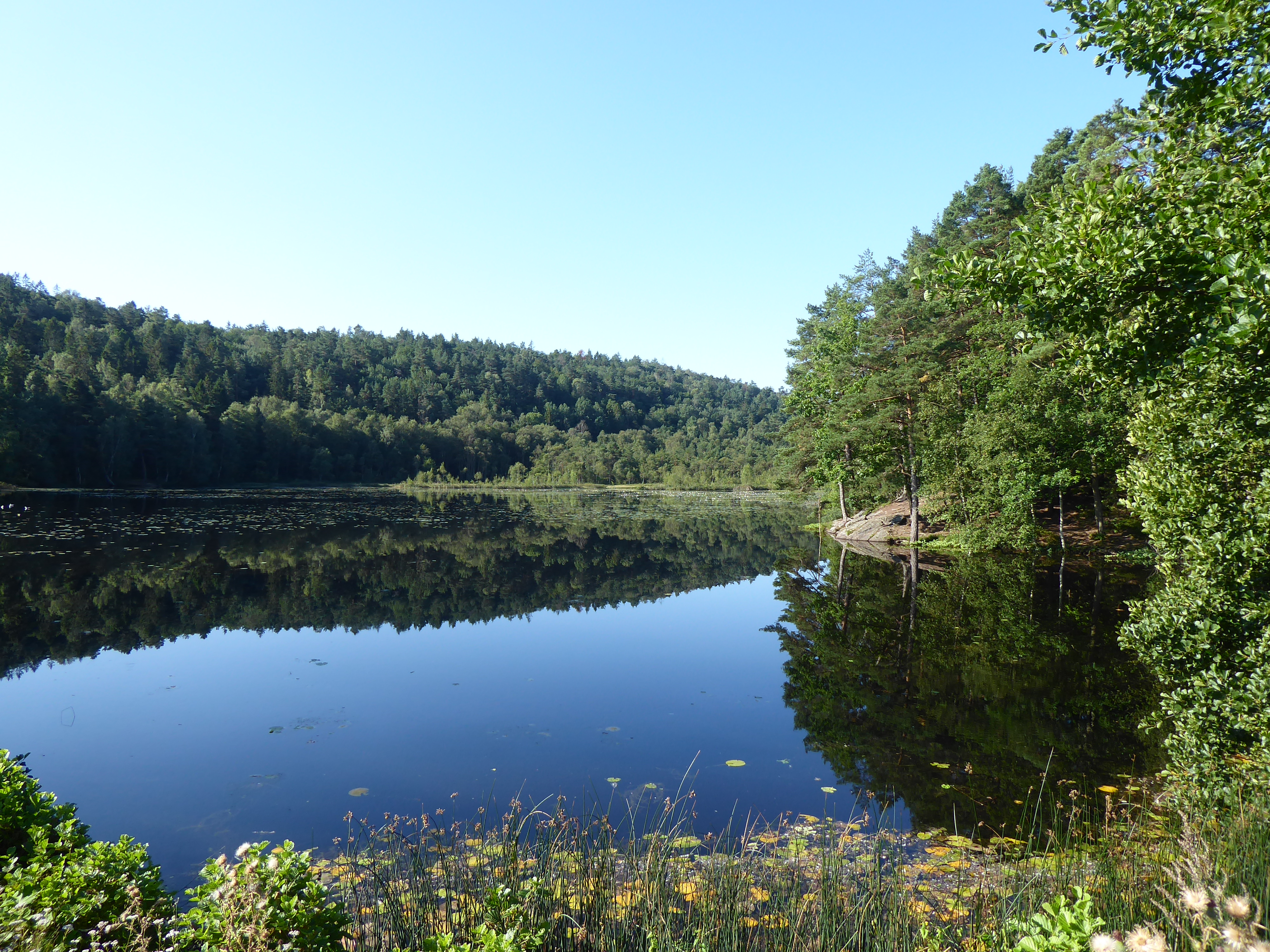
Björndammen från N den 15 augusti 2020.
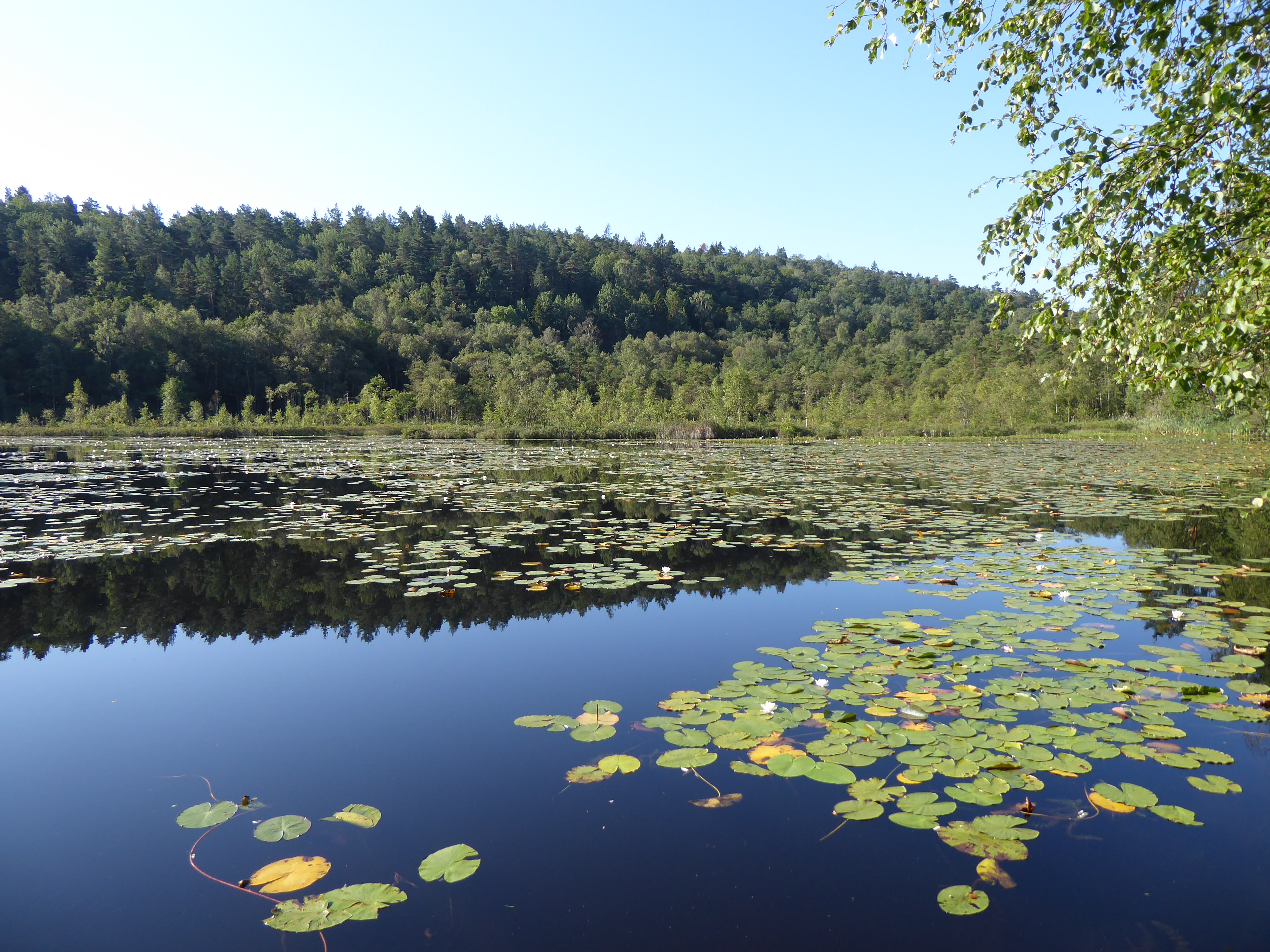
Björndammens SW del den 15 augusti 2020.